# اکتاویو اکامپو
اُکتیویا اُکمپو (به انگلیسی: Octavio Ocampo) نقاش و مجسمه‌ساز در ۲۸ فوریه سال ۱۹۴۳ (میلادی) در شهر سلیا کشور مکزیک به دنیا آمد. او در میان خانواده‌ای از طراحان رشد و نمو یافت و از اوان کودکی به آموزش هنر پرداخت. درسالهای ۱۹۶۱ الی ۱۹۶۵ میلادی در آموزشگاه هنرهای زیبا لا اسمرلدا و در سال‌های ۱۹۷۲ الی ۱۹۷۴ در آموزشگاه هنر ی سانفرانسیکو به تحصیل مشغول شد. طراحی بیشتر از ۱۲۰ فیلم و نمایشنامه را برعهده داشته‌است. تا کنون آثارش را در مکزیک و آمریکا و کانادا و اروپا و خاورمیانه به نمایش گذاشته‌است.استعداد این هنرمند محدود به نگارگری و پیکره تراشی نمی‌شود و در بازیگری و رقص نیز دستی دارد.
معروفیت او بیشتر برای آفرینش تابلوهایی است که با طراحی و درهم آمیختگی موضوع و زمینه، دو منظره متفاوت را در برابر چشم بیننده جان می‌بخشد که از یکی به دیگری تغییر می‌نماید و بر آن شیوه دگردیسی نام نهاده‌است.